# 7260 Metelli
7260 Metelli è un asteroide della fascia principale. Scoperto nel 1994, presenta un'orbita caratterizzata da un semiasse maggiore pari a 2,8954118 UA e da un'eccentricità di 0,0133586, inclinata di 2,84043° rispetto all'eclittica.
L'asteroide è dedicato al pittore italiano Orneore Metelli.